# Tomina
Tomina es un municipio boliviano de la provincia de Tomina en el departamento de Chuquisaca al de sudeste del país. Tiene una superficie de 762 km² y todo el municipio tiene una población de 8494 habitantes (INE 2012).
Limita al noroeste y al oeste con la provincia de Zudáñez, al sur con el municipio Sopachuy, al sureste con el municipio Villa Alcalá, al este con el municipio de Padilla, y al noreste con la provincia Belisario Boeto.

## Toponimia
El nombre de Tomina se atribuye al nombre una pequeña moneda de plata que se utilizaba en la época virreinal como pago tributario anual por persona.

## Demografía
De acuerdo con el censo boliviano de 2024, la población del municipio de Tomina es de 8 341 habitantes.
La población del municipio de Tomina ha aumentado en una décima parte en las últimas tres décadas:
| Año  | Habitantes (municipio) | Fuente |
| ---- | ---------------------- | ------ |
| 1992 | 7551                   | Censo  |
| 2001 | 9060                   | Censo  |
| 2012 | 8435                   | Censo  |
| 2024 | 8341                   | Censo  |